# Vauen

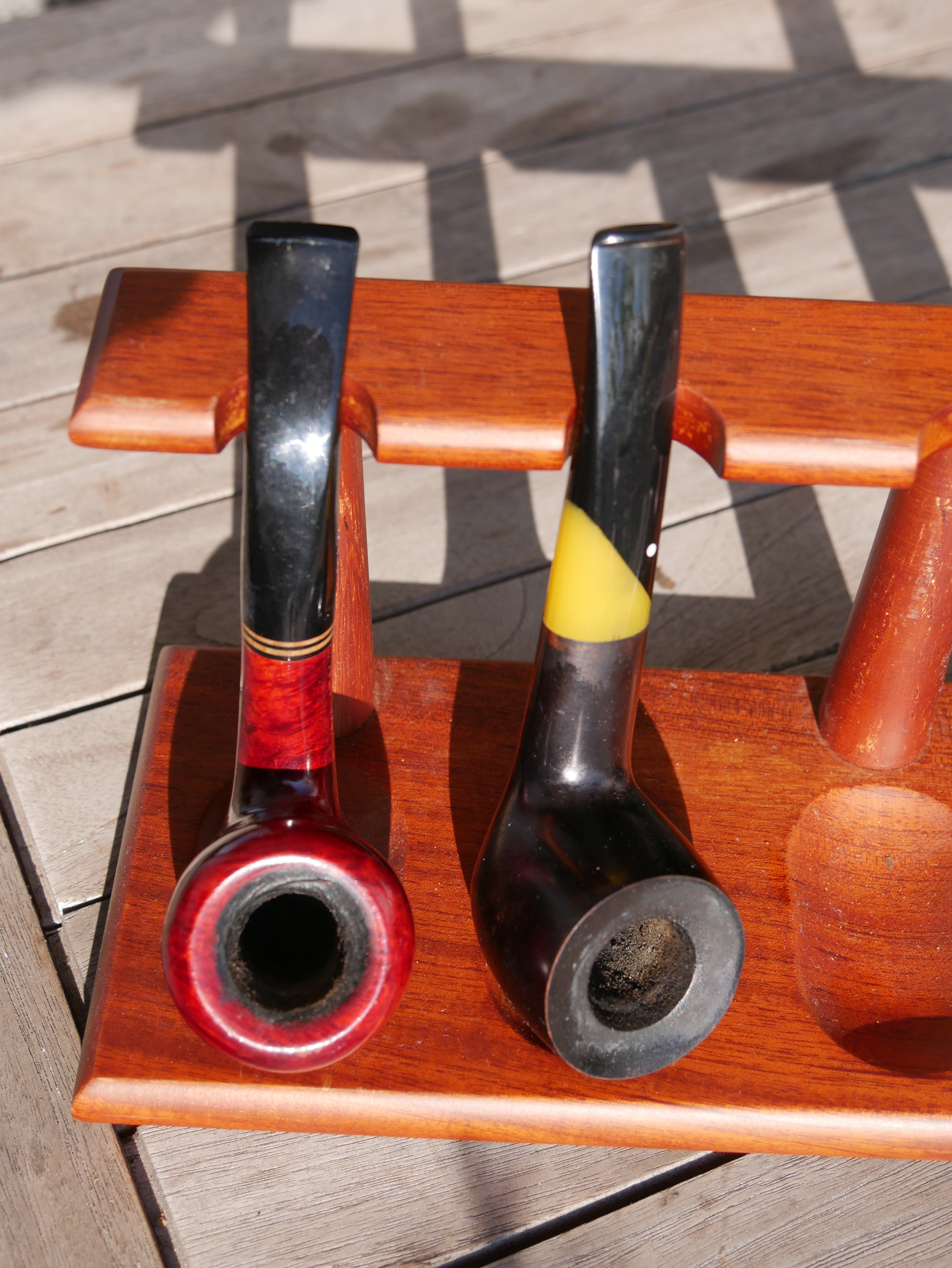
2 Pfeifen von Vauen

VAUEN ist die älteste und größte deutsche Pfeifenfabrik mit Sitz in Nürnberg. Der Name VAUEN entstand als Rekursives Akronym für „Vereinigte Pfeifenfabriken Nürnberg“ (gesprochen: „Vau-En“). Gegründet wurde das Unternehmen 1848. Das Unternehmen führte 1934 die heute üblichen 9-mm-Aktivkohlefilter ein. Circa 95 % aller in Deutschland verkauften Pfeifen sind für die Verwendung von 9-mm-Filtern vorgesehen.
Das typische Markenzeichen der Pfeifen ist der bei den höherwertigen Pfeifenserien auf dem Mundstück befindliche weiße Punkt, den es seit 1911 gibt. Um die Verwendung des weißen Punkts hat das Unternehmen in den 1920er Jahren einen langwierigen Prozess mit der Firma Dunhill geführt, die ebenfalls einen solchen Punkt auf den Mundstücken ihrer Pfeifen anbrachte und auch heute noch anbringt. Vauen hat diesen Prozess verloren und darf den weißen Punkt nur bei in Deutschland verkauften Pfeifen verwenden; die Pfeifen für den Export tragen einen grauen Punkt.
Neben Pfeifen und den berühmten Filtern stellt das Unternehmen auch Pfeifentabak sowie Rauchzubehör und in der Vergangenheit Tischkegelspiele her.
Jüngster Erfolg des Herstellers war der Erwerb einer Lizenz für die originalen Tabakpfeifen aus der Erzählung „Der Herr der Ringe“. Nachdem die zeitlich begrenzte Lizenz nicht verlängert worden war, entwickelte Vauen die Nachfolgerserie „Auenland“, welche technisch und optisch an die „Der Herr der Ringe“-Pfeifen angelehnt ist.
Das Unternehmen baute auch eine Pfeife, die junge Pfeifenraucher ansprechen soll. Es handelt sich um das Modell [pipoo] – eine kleine keilförmige Pfeife, in der nur extra angefertigte Tabakportionen geraucht werden sollten.
Der größte Teil der vom Unternehmen produzierten Pfeifen wird auf Kopierfräsen vorgefertigt und in Handarbeit vollendet. Eine kleine Edelserie („Solitaire“) ist komplett handgefertigt.

## Geschichte
Die erste deutsche Pfeifenmanufaktur wurde 1848 von Karl Ellenberger und Carl August Ziener gegründet. Bis dahin waren beide Drechsler in Nürnberg. Mit ihren Tabakpfeifen aus Holz boten sie eine stabilere Alternative zu den bis dahin verbreiteten Ton-Pfeifen. Im Jahr 1866 wurde, ebenfalls in Nürnberg, die Pfeifenfabrik Gebhard Ott gegründet. Beide Manufakturen schlossen sich 1901 zu den Vereinigten Pfeifenfabriken Nürnberg (VPFN) zusammen. 1909 benannte Adolf Eckert das Unternehmen um, der heutige Name entstand: VAUEN.
Vor dem Zweiten Weltkrieg florierte das Exportgeschäft, insbesondere nach Nordamerika. Das NS-Regime verbot später aber den Export der Pfeifen. Bei den Bombenangriffen auf Nürnberg wurden die Produktionsstätten des Unternehmens zerstört. Die Fertigung ging allerdings weiter und wurde nach dem Krieg wieder aufgebaut.
Die Produkte der Firma wurden bei den Weltausstellungen mehrfach mit Goldmedaillen ausgezeichnet.